# Africa University

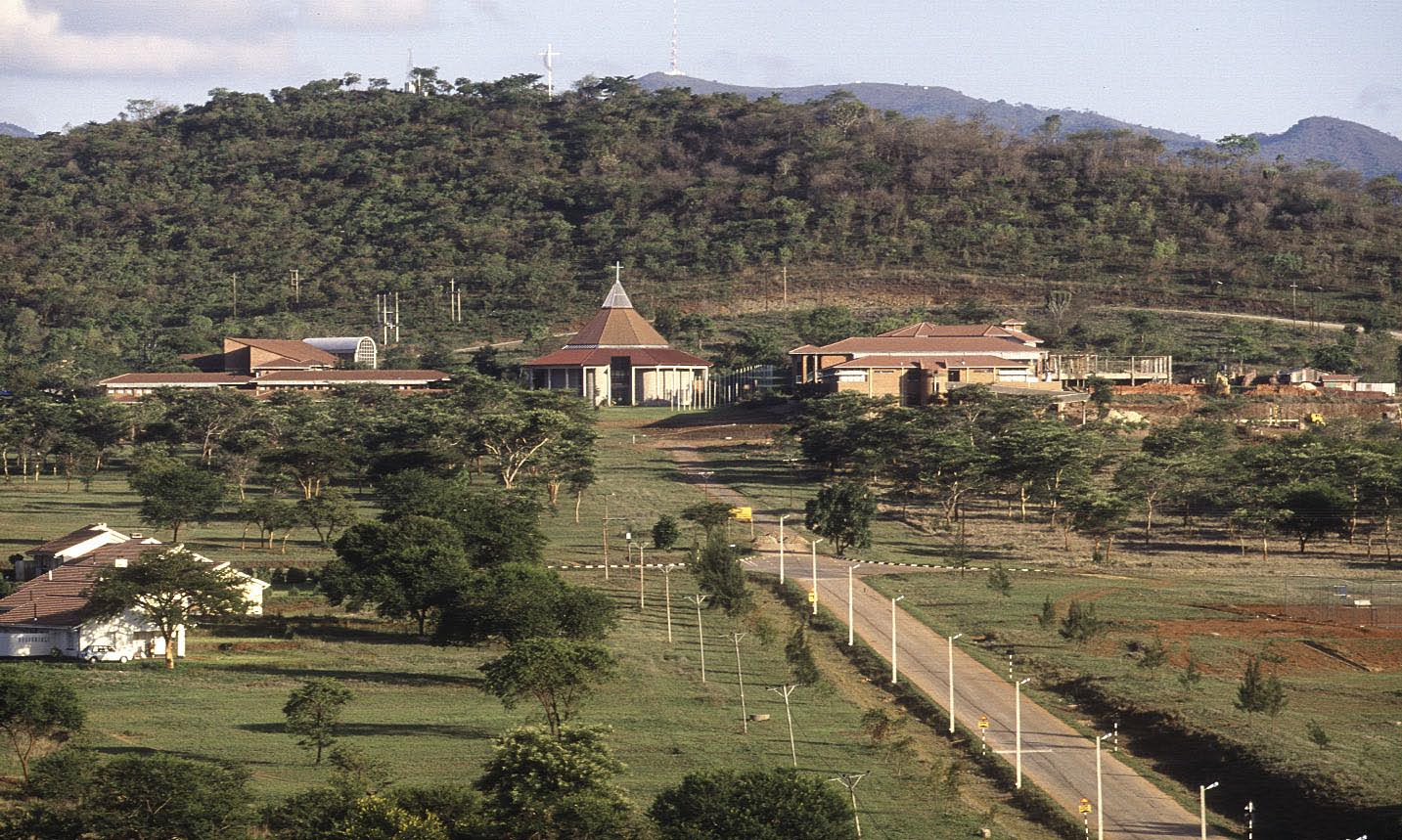
Campus der Africa University

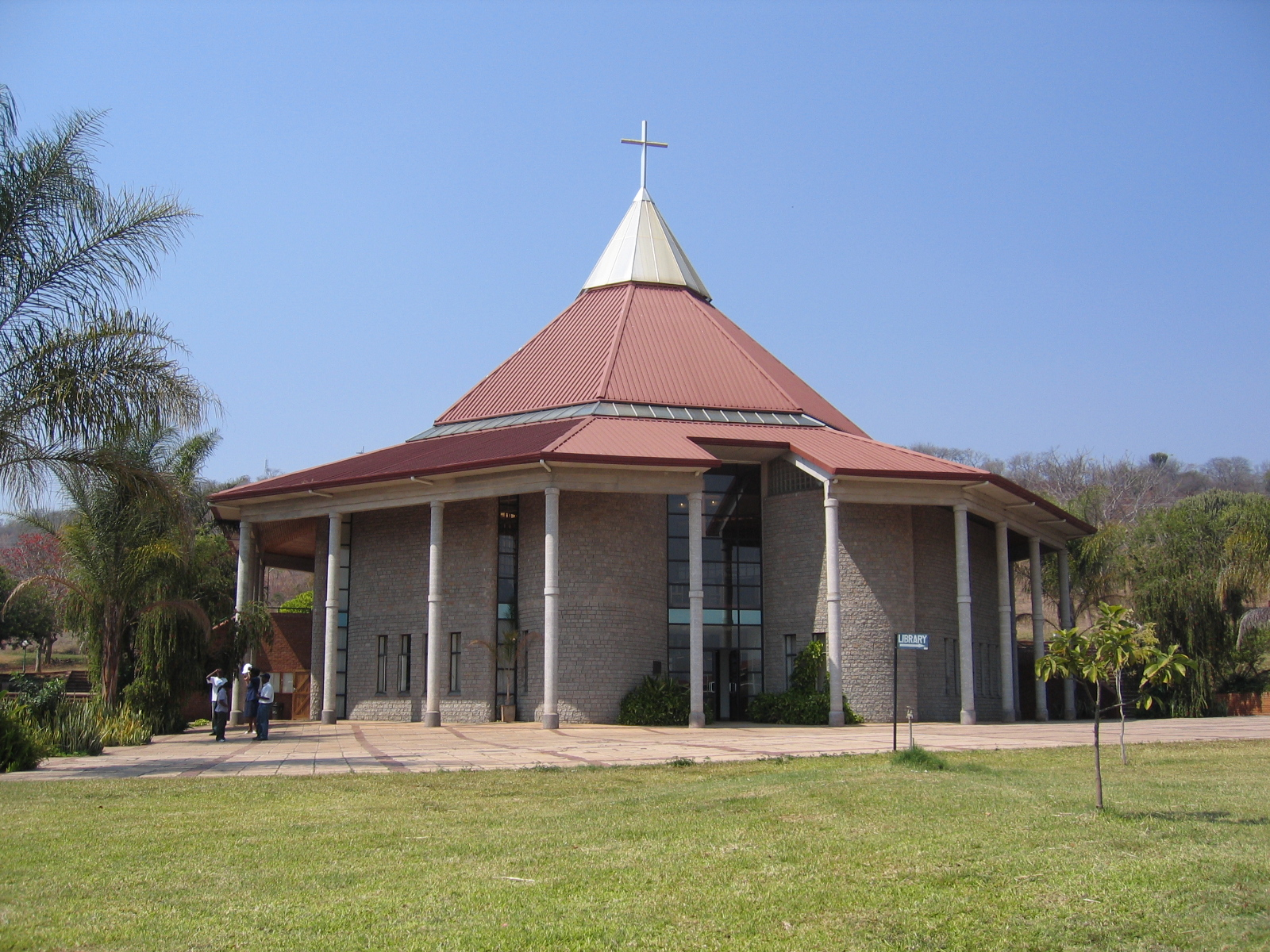
Hauptkapelle auf dem Campus

Africa University ist eine im Jahre 1984 erstmals konzipierte und im Jahre 1994 offiziell gegründete private, panafrikanische und evangelisch-methodistische Einrichtung in Simbabwe. Etwa 17 Kilometer entfernt vom Zentrum Mutares gelegen, gewährt sie sowohl Bachelor- als auch Masterabschlüsse in verschiedenen Studienrichtungen (Pädagogik, Landwirtschaft, Geistes- und Sozialwissenschaften, Gesundheit, Theologie, Management, Frieden und Leadership).

## Geschichte
Im Jahr 1984 riefen die afrikanische Bischöfe Emilio J. M. Carvalho aus Angola und Bischof Arthur F. Kulah aus Liberia der United Methodist Church (UMC) ihre Kirche auf, in die Hochschulversorgung in Afrika zu investieren. Im Jahre 1988 genehmigte die United Methodist General Conference die Pläne zur Errichtung einer eigenen Universität in Afrika.
Die ersten 40 Studenten begannen ihr Studium im März 1992 in Agrarwissenschaften, Rohstoffkunde und Theologie und kamen aus zwölf afrikanischen Staaten. Offiziell eröffnet wurde die Africa University am 23. April 1994 durch Simbabwes damaligen Präsidenten Robert Mugabe. Ihr erster Vice Chancellor war der Geistliche John Wesley Zwomunondiita Kurewa. Dieser hatte bereits seit 1989 im Verlauf der Planungsphase vor der Universitätsgründung die Entwicklung aktiv mitgestaltet und führte die Hochschule bis zu seinem Amtsverzicht im Dezember 1997.

Im Jahr 2009 hatte die Africa University 1.007 Studenten, 2011 geschätzt etwa 1.200 Studenten und 2025 über 2200 Studenten.

## Leitungsstruktur
Zur Führung der Universität besteht ein 30-köpfiges Gremium, dem der Chancellor in der Funktion des Chairman of the Board of Directors (deutsch etwa: Vorsitzender des Direktoriums) vorsteht. Diese Funktion wird von Bischof David Kekumba Yemba wahrgenommen.
Die operative Leitung liegt in der Verantwortung des Vice Chancellors, dessen Rolle die des deutschen Rektors entspricht. Der gegenwärtige Amtsinhaber Munashe Furusa war zuvor Professor für Afrika-Studien und Institutsleiter an der California State University Dominguez Hills und Geschäftsführer des California African American Political and Economic Institute (CAAPEI).
Der frühere Amtsinhaber Fanuel Tagwira arbeitete zuvor im Ministry of Agriculture von Simbabwe und versah dabei in 10 Jahren die Funktionen des Principal Research Officer (deutsch etwa: leitender Beamter für Forschung) und des Head of Soil Fertility and Plant Nutrition (deutsch etwa: Bereichsleiter für Bodenfruchtbarkeit und Pflanzenernährung).

## Fakultäten
Momentan gibt es sieben Fakultäten:
- Landwirtschaft und natürliche Rohstoffe (Faculty of Agriculture and Natural Resources)
- Pädagogik (Faculty of Education)
- Geistes- und Sozialwissenschaften (Faculty of Humanities and Social Sciences)
- Gesundheit (Faculty of Health Sciences)
- Management und Administration (Faculty of Management & Administration)
- Theologie (Faculty of Theology)

Ferner existiert ein Institute of Peace Leadership & Governance (deutsch etwa: Institut für Friedensarbeit und Regierungspraxis).

## Ausland
Die Universität unterhält in Nashville, Tennessee, ein Kontaktbüro, das Africa University Development Office.